# Leer om leer (hoorspel)
Leer om leer is een hoorspel van Ludvík Aškenazy. Die Haut werd op 12 januari 1968 door Radio Bremen uitgezonden. Hans Krijt vertaalde het en de NCRV zond het uit op vrijdag 18 april 1969. De regisseur was Wim Paauw. Het hoorspel duurde 34 minuten.

## Rolbezetting
- Frans Somers (een man)
- Trudy Libosan (een meisje)
- Hans Veerman (de commissaris)
- Paul van der Lek (een luitenant)

## Inhoud
Dit is een spel op de grens tussen het tragische en het komische: de liefde van een boerenmeisje voor een onbekende tijdens de dagen van de aanslag op Reinhard Heydrich. De onbekende loopt het gevaar gefusilleerd te worden. Zijn bekentenis wordt een bittere ontgoocheling voor het meisje. Aškenazy maakt met een flinke portie ironie korte metten met het fanatieke nationalisme…